# Mallinella albotibialis
Mallinella albotibialis là một loài nhện trong họ Zodariidae.
Loài này thuộc chi Mallinella. Mallinella albotibialis được Robert Bosmans & van Hove miêu tả năm 1986.